# Posłonek

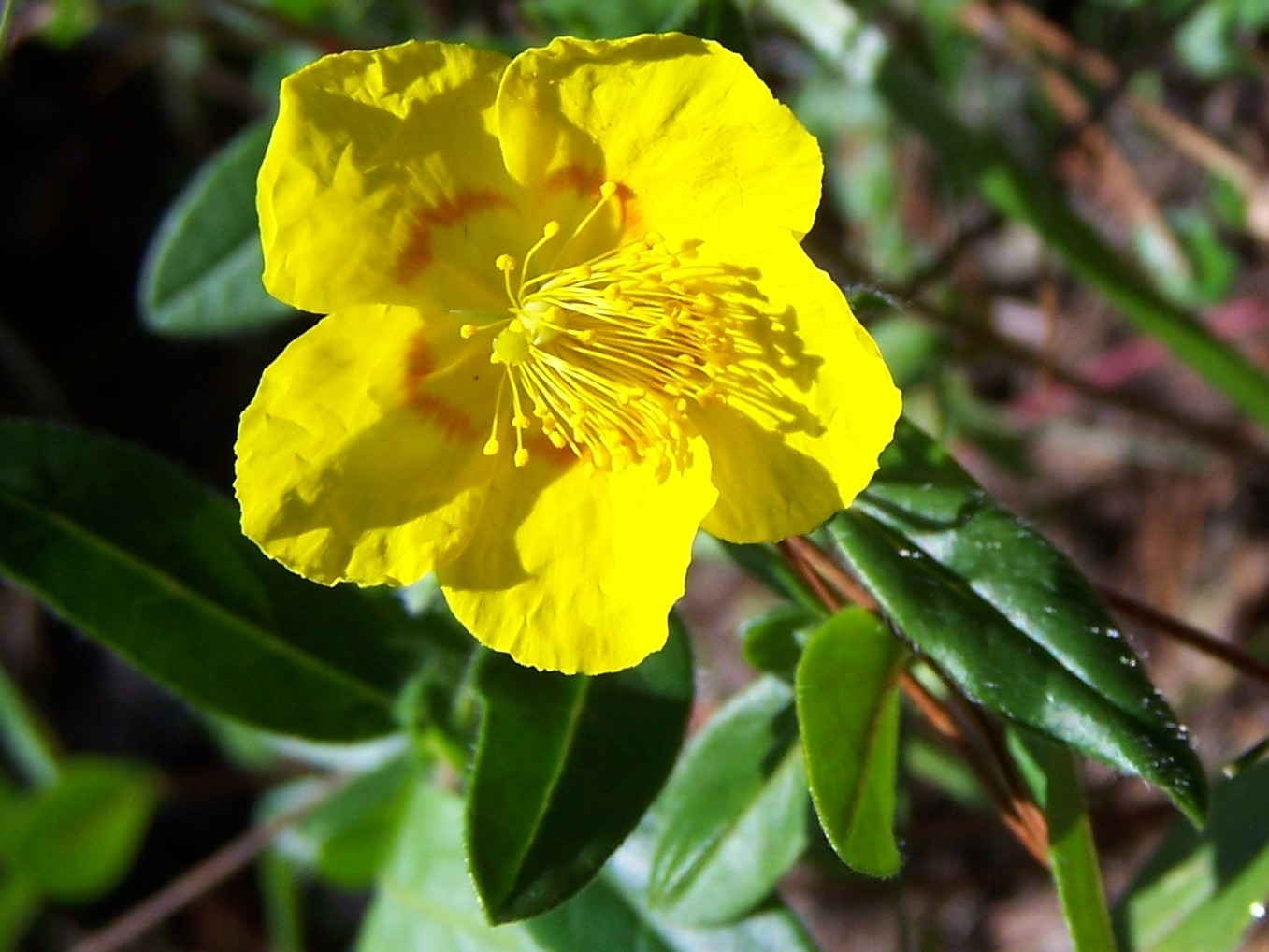
Posłonek rozesłany

Posłonek (Helianthemum Mill.) – rodzaj roślin należący do rodziny czystkowatych (posłonkowatych). Należy do niego około 110 gatunków. Występują one w Europie, północnej Afryce i w Azji zachodniej i środkowej oraz na obu kontynentach amerykańskich, w ich zachodnich częściach. Największe zróżnicowanie rodzaju występuje w obszarze śródziemnomorskim. W Polsce rosną dziko dwa gatunki – posłonek rozesłany (H. nummularium) i alpejski (H. oelandicum subsp. alpestris, syn.: H. alpestre). Rośliny z tego rodzaju zasiedlają głównie tereny suche, otwarte. Wiele gatunków to rośliny ozdobne, polecane zwłaszcza do upraw w ogrodach na obszarach o niedostatkach wilgoci. Mają efektowne, ale krótkotrwałe (jednodniowe) kwiaty. 

## Morfologia

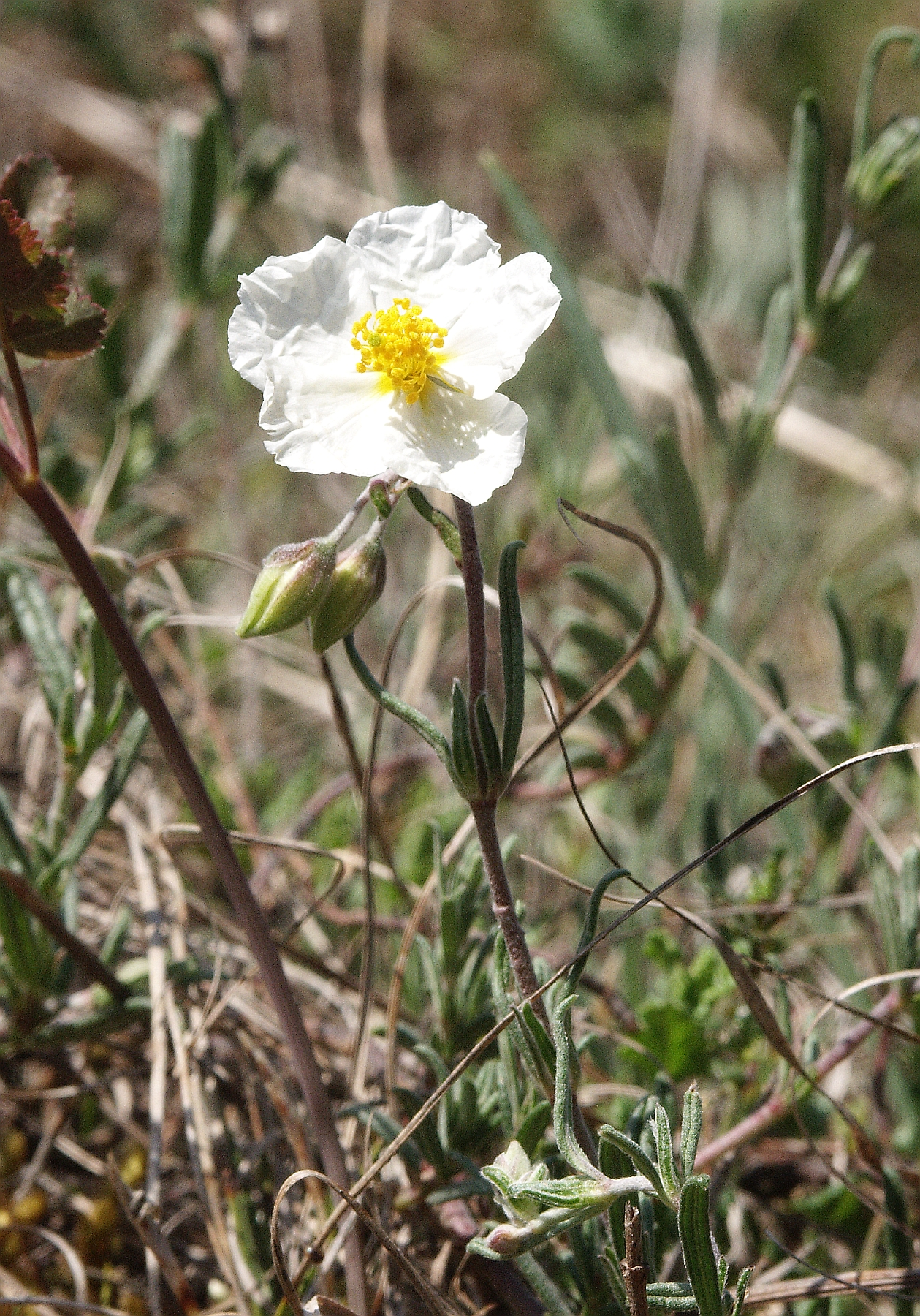
Posłonek apeniński

PokrójKrótkowieczne krzewy, półkrzewy lub krzewinki, częściowo zimozielone, rzadko byliny i rośliny jednoroczne. Zwykle mają pędy rozpościerające się na gruncie. Osiągają do 1 m wysokości.
LiścieUlistnienie naprzeciwległe, tylko w górnej części pędu skrętoległe. Liście siedzące lub ogonkowe. Blaszka jajowata do równowąskiej, w kolorze od srebrzystego do zielonego.
KwiatyKwiaty promieniste, pięciokrotne. Wyrastają pojedynczo w kątach liści lub skupione po kilka lub wiele w kwiatostany wierzchotkowe, groniaste lub główkowate. Kielich tworzony jest przez 5 działek, z czego dwie zewnętrzne są mniejsze od trzech wewnętrznych. Płatków korony jest 5 i zwykle mają one kształt okrągławy, a barwę od białej, przez żółtą do jasnoróżowej, rzadko czerwonej. Zwykle o średnicy do 25 mm (u form uprawnych bywają większe). Pręciki liczne, na cienkich nitkach. Zalążnia górna, powstaje z trzech owocolistków, ale z jedną, krótką szyjką słupka, zwieńczoną dużym, główkowatym znamieniem.
OwoceTorebki trójkanciaste, otwierające się trzema klapami, wewnątrz jednokomorowe lub z trzema niepełnymi przegrodami. Zawierają liczne nasiona.

## Systematyka
Rodzaj z rodziny czystkowatych Cistaceae.
Wykaz gatunków
- Helianthemum abelardoi Alcaraz
- Helianthemum aegyptiacum (L.) Mill.
- Helianthemum aganae Marrero Rodr. & R.Mesa
- Helianthemum aguloi Marrero Rodr. & R.Mesa
- Helianthemum almeriense Pau
- Helianthemum alypoides Losa & Rivas Goday
- Helianthemum angustatum Pomel
- Helianthemum antitauricum P.H.Davis & Coode
- Helianthemum apenninum (L.) Mill. – posłonek apeniński
- Helianthemum asperum Lag. ex Dunal
- Helianthemum assadii Ghahrem.-Nejad & Gholamian
- Helianthemum baschkirorum (Juz. ex Kupat.) Juz.
- Helianthemum bramwelliorum Marrero Rodr.
- Helianthemum broussonetii Dunal
- Helianthemum buschii (Palib.) Juz. & Pozdeeva
- Helianthemum bystropogophyllum  Svent.
- Helianthemum canariense (Jacq.) Pers.
- Helianthemum canum (L.) Hornem.
- Helianthemum capralense Pérez Dacosta & Mateo
- Helianthemum caput-felis Boiss.
- Helianthemum × carmen-joanae Mansanet & Mateu
- Helianthemum × carolipaui Cuatrec.
- Helianthemum chihuahuense S.Watson
- Helianthemum cinereoflavescens  Rech.f., Aellen & Esfand.
- Helianthemum cinereum (Cav.) Pers.
- Helianthemum cirae A.Santos
- Helianthemum ciscaucasicum Juz. & Pozdeeva
- Helianthemum citrinum Ghaz.
- Helianthemum × conchitae Socorro & Aroza
- Helianthemum concolor (L.Riley) J.G.Ortega
- Helianthemum confertum Dunal
- Helianthemum × coronadoi Mateo
- Helianthemum coulteri S.Watson
- Helianthemum crassifolium Pers.
- Helianthemum × crespoi Mateo
- Helianthemum croceum (Desf.) Pers.
- Helianthemum cylindrifolium Verdc.
- Helianthemum dagestanicum Rupr.
- Helianthemum dianicum Pérez Dacosta, M.B.Crespo & Mateo
- Helianthemum × digeneum Rouy & Foucaud
- Helianthemum × doumerguei Faure
- Helianthemum edetanum Mateo, Fabado & C.Torres
- Helianthemum ellipticum (Desf.) Pers.
- Helianthemum eriocephalum Pomel
- Helianthemum × fabadoi Mateo
- Helianthemum × finestratense Pérez Dacosta & Mateo
- Helianthemum fontanesii Boiss. & Reut.
- Helianthemum geniorum Maire
- Helianthemum germanicopolitanu m Bornm.
- Helianthemum getulum Pomel
- Helianthemum glaucescens (Murb.) Tzvelev
- Helianthemum gonzalezferreri Marrero Rodr.
- Helianthemum gorgoneum Webb
- Helianthemum grosii Pau & Font Quer
- Helianthemum guerrae Sánchez-Gómez, J.S.Carrion & M.A.Carrión
- Helianthemum × guiraoi Willk.
- Helianthemum hadedense Thulin
- Helianthemum × heerii Brügger
- Helianthemum hirtum (L.) Mill.
- Helianthemum humile Verdc.
- Helianthemum hymettium Boiss. & Heldr.
- Helianthemum inaguae Marrero Rodr., Gonz.-Mart. & F.González
- Helianthemum juliae Wildpret
- Helianthemum kahiricum Delile
- Helianthemum kotschyanum Boiss.
- Helianthemum × lagunae Mateo
- Helianthemum lavandulifolium Mill.
- Helianthemum ledifolium (L.) Mill.
- Helianthemum leptophyllum Dunal
- Helianthemum linii A.Santos
- Helianthemum lippii (L.) Dum.Cours.
- Helianthemum × lucentinum M.B.Crespo & J.C.Cristóbal
- Helianthemum lunulatum (All.) DC.
- Helianthemum × mansanetianum Mateo
- Helianthemum × mariano-salvato ris Alcaraz & al.
- Helianthemum marifolium (L.) Mill.
- Helianthemum maritimum Pomel
- Helianthemum marminorense Alcaraz, Peinado & Mart.Parras
- Helianthemum marmoreum Stevan., Matevski & Kit Tan
- Helianthemum mathezii Dobignard
- Helianthemum × monspessulanum Rouy & Foucaud
- Helianthemum × montis-bovis Mateo
- Helianthemum morisianum Bertol.
- Helianthemum motae Sánchez-Gómez, J.F.Jiménez & J.B.Vera
- Helianthemum × murbeckii Faure
- Helianthemum neopiliferum Muñoz Garm. & C.Navarro
- Helianthemum nummularium (L.) Mill. – posłonek rozesłany
- Helianthemum obtusifolium Dunal
- Helianthemum oelandicum (L.) Dum.Cours.
- Helianthemum origanifolium (Lam.) Pers.
- Helianthemum pannosum Boiss.
- Helianthemum papillare Boiss.
- Helianthemum patens Hemsl.
- Helianthemum pergamaceum Pomel
- Helianthemum × petrerense Pérez Dacosta & Mateo
- Helianthemum polyanthum (Desf.) Pers.
- Helianthemum polygonoides Peinado, Mart.Parras, Alcaraz & Espuelas
- Helianthemum pomeridianum Dunal
- Helianthemum × protodianicum J.M.Aparicio, Pérez Dacosta & Mateo
- Helianthemum × pseudodianicum Pérez Dacosta & Mateo
- Helianthemum pugae Calderón
- Helianthemum raskebdanae M.A.Alonso, M.B.Crespo, Juan & L.Sáez
- Helianthemum × rigualii M.B.Crespo & J.C.Cristóbal
- Helianthemum rossmaessleri Willk.
- Helianthemum ruficomum (Viv.) Spreng.
- Helianthemum salicifolium (L.) Mill.
- Helianthemum sancti-antoni Schweinf. ex Boiss.
- Helianthemum sanguineum (Lag.) Dunal
- Helianthemum sauvagei Raynaud
- Helianthemum schweinfurthii Grosser
- Helianthemum scopulicola L.Sáez, Rosselló & Alomar
- Helianthemum sicanorum Brullo, Giusso & Sciandr.
- Helianthemum sinuspersicum Gholamian & Ghahrem.-Nejad
- Helianthemum somalense J.B.Gillett
- Helianthemum songaricum Schrenk
- Helianthemum speciosum Thulin
- Helianthemum squamatum (L.) Dum.Cours.
- Helianthemum stipulatum (Forssk.) C.Chr.
- Helianthemum strickeri Grosser
- Helianthemum × subhispidulum Faure & Maire
- Helianthemum × subviscosum Faure & Maire
- Helianthemum × sulphureum Willd.
- Helianthemum supramontanum Arrigoni
- Helianthemum syriacum (Jacq.) Dum.Cours.
- Helianthemum syrticum (Viv.) Spreng.
- Helianthemum teneriffae Coss.
- Helianthemum tholiforme Bramwell, J.Ortega & B.Navarro
- Helianthemum thymiphyllum Svent.
- Helianthemum tinetense M.Mayor & Fern.Benito
- Helianthemum × triregnorum Mateo
- Helianthemum ventosum Boiss.
- Helianthemum vesicarium Boiss.
- Helianthemum violaceum (Cav.) Pers.
- Helianthemum virgatum (Desf.) Pers.
- Helianthemum viscarium Boiss. & Reut.
- Helianthemum viscidulum Boiss.
- Helianthemum × xixonense Pérez Dacosta & Mateo
- Helianthemum zheguliense Juz. ex Tzvelev

## Zastosowanie
Niektóre gatunki są uprawiane jako rośliny ozdobne. Uprawiane odmiany ozdobne mają większe kwiaty od typowych, dziko rosnących form, a niektóre także kwiaty pełne.